# کارولاین ولدون
کارولاین ولدون (انگلیسی: Caroline Weldon; ۴ دسامبر ۱۸۴۴ – ۱۵ مارس ۱۹۲۱) یک هنرمند، کُنشگر و حامی حقوق سرخپوستان اهل سوئیس و ایالات متحده آمریکا بود.
او منشی و معتمدِ «گاو نشسته»، رهبر نامدار و افسانه‌ای سرخپوستان قبایل لاکوتا-سو بود.

## بعد از زندگی
ولدون به تنهایی در آپارتمان خود در بروکلین در ۱۵ مارس ۱۹۲۱ درگذشت. علت مرگ سوختگی تصادفی درجه سه در صورت و بدن او ناشی از آتش‌سوزی توسط یک شمع بود. او در جایگاه خانواده والنتینی در گورستان گرین وود در بروکلین، نیویورک به خاک سپرده شد.

## میراث
درک والکات شاعر و نمایشنامه نویس در نمایشنامه رقص ارواح و در شعر حماسی خود اومروس به ولدون و زندگی او اشاره می‌کند. وی تاریخ بومیان آمریکا را به همراه تاریخ مرگ بومیان آراواک در سنت لوسیا، در دریای کارائیب به نمایش می‌گذارد.
فیلم زن جلوتر راه می‌رود زندگی ولدون را در میان سیوها شرح می‌دهد.